# Track-via-missile
Track-via-missile hay TVM là phương pháp dẫn đường cho tên lửa kết hợp cả phương pháp dẫn đường bằng radar bán chủ động (SARH) và dẫn đường qua lệnh vô tuyến. Điều này giúp tránh gặp vấn đề đối với độ chính xác ở giai đoạn cuối thường gặp ở tên lửa điều khiển qua vô tuyến, đặc biệt khi dẫn đường cho tên lửa ở tầm xa. Nó được sử dụng trong đa số tên lửa Đất đối không tầm xa bao gồm cả MIM-104 Patriot.

## Diễn giải
Dẫn đường theo lệnh điều khiển có ưu điểm là hầu hết các thiết bị điều khiển tên lửa đều nằm ở bệ phóng tên lửa, nơi mà kích thước và trọng lượng đều không quan trọng. Trong những hệ thống này, radar đảm nhận nhiệm vụ dẫn đường cho tên lửa nằm ở dưới mặt đất/trên tàu mà không có một hệ thống dẫn đường độc lập. Thông thường hai radar sẽ được sử dụng, một sử dụng để theo dõi mục tiêu và radar còn lại được sử dụng để theo dõi tên lửa, do đó chúng được điều khiển một cách độc lập và tách biệt với nhau. Một máy tính sau đó có nhiệm vụ tính toán vị trí và tốc độ của mục tiêu và tên lửa đánh chặn và tính toán điểm đánh chặn. Một máy tính khác sẽ tính toán dữ liệu điều khiển đầu vào để điều khiển tên lửa bay tới điểm đánh chặn và gửi các tín hiệu hiệu chỉnh đường bay cho tên lửa thông qua tín hiệu bức xạ vô tuyến, hệ thống cũng sử dụng radar theo dõi tên lửa làm radar truyền tín hiệu vô tuyến.
Do hệ thống có kết cấu chế tạo đơn giản, nên nó được sử dụng trên đa số các tên lửa đất đối không thời kỳ đầu. Tuy nhiên nó có những điểm hạn chế lớn, nhất là ở tên lửa có tầm bắn xa. Tín hiệu bức xạ sẽ tỏa rộng ra theo khoảng cách từ đài radar, tương tự như ánh sáng từ đèn flash, thông thường góc tỏa là 5 độ. Nghĩa là ở khoảng cách xa, vị trí mục tiêu sẽ giới hạn trong một khu vực rộng tới vài km. Một vài kỹ thuật mã hóa tín hiệu có thể làm hẹp tia bức xạ radar xuống còn góc tỏa là 0,1 độ, nhưng ở tầm xa, thì độ chính xác vẫn chỉ đạt đến vài trăm mét. Do có độ chính xác không cao nên tên lửa phòng không tầm xa đời đầu như MIM-14 Nike Hercules phải sử dụng đầu đạn rất lớn hoặc đầu đạn hạt nhân để đảm bảo tiêu diệt mục tiêu.
Vấn đề này có thể tránh được trong phương pháp dẫn đường radar bán chủ động (SARH). Trong các hệ thống tên lửa dẫn đường bằng pp SARH, trạm radar mặt đất vẫn sẽ luôn rọi mục tiêu bằng sóng bức xạ, nhưng tên lửa sẽ thu những tín hiệu phản xạ từ mục tiêu. Bức xạ phản xạ từ mục tiêu có dạng giống như hình côn, nhưng xuất phát từ mục tiêu. Bộ thu tín hiệu trên tên lửa sẽ dựa vào tín hiệu bức xạ này để lái tên lửa vào mục tiêu, cường độ tín hiệu càng mạnh khi càng gần mục tiêu nên sẽ càng chính xác khi tên lửa bay gần về mục tiêu. Có một vài vấn đề nhỏ khiến cho tên lửa chỉ có độ chính xác lớn nhất (đối với các thế hệ tên lửa SARH thế hệ đầu) là vài chục mét, nhưng độ chính xác của tên lửa sẽ không phụ thuộc vào khoảng cách đến mục tiêu. Đồng nghĩa với tên lửa mang đầu dò radar bán chủ động sẽ có kích thước đầu đạn bé hơn nhiều trong khi độ hiệu quả vẫn tương đương, nhưng tên lửa cũng sẽ đắt hơn do phải bổ sung các thiết bị điện tử.
Nhược điểm của phương pháp SARH là tín hiệu từ trạm radar mặt đất phải chứa một số mã hóa bổ sung để tên lửa có thể xác định được hướng của mục tiêu trong tín hiệu hình nón mà nó thu được. Để khắc phục điều này thì tên lửa sẽ sử dụng radar chiếu xạ mục tiêu riêng biệt.
Trong cả hai trường hợp, tên lửa phòng không cần tách biệt mỗi radar điều khiển một tên lửa, nghĩa là hệ thống sẽ chỉ có thể điều khiển được số tên lửa đồng thời bằng với số lượng radar điều khiển. Trong môi trường phóng nhiều tên lửa phòng không cùng lúc, đặc biệt là tàu chiến đối mặt với đòn tấn công đồng thời từ nhiều tên lửa chống tàu, có thể khiến hệ thống phòng không bị quá tải. Về lý thuyết, tên lửa có thể được bổ sung các thiết bị điện tử để cho phép nó tiếp tục bắt bám tín hiệu gián đoạn và do đó cho phép một đài radar duy nhất có thể điều khiển được nhiều tên lửa, nhưng các thiết bị điện tử những năm 1950 và 1960 đảm nhận được điều này rất đắt đỏ và cồng kềnh, thậm chí hệ thống điều khiển thường thiếu đi khả năng này. Đây là một vấn đề đặc biệt nghiêm trọng nhất là đối với Hải quân Mỹ và Hải quân Hoàng gia Anh.
Track-via-missile kết hợp cả hai khái niệm này để loại bỏ nhược điểm của chúng. Giống như trong SARH, bộ thu được đặt trên tên lửa và độ chính xác càng tăng lên khi nó tiếp cận mục tiêu. Thay vì xử lý tín hiệu cục bộ, tín hiệu sẽ được phát lại trên tần số khác và được thu nhận bởi bộ thu tín hiệu trên bệ phóng. Bệ phóng sau đó sẽ so sánh tín hiệu nó gửi đi với tín hiệu nhận lại từ tên lửa, và qua so sánh sẽ tính được vị trí tương đối của mục tiêu so với tên lửa. Nhưng vì trạm radar mặt đất biết vị trí thô của mục tiêu, và chi tiết của tín hiệu ban đầu nó gửi đi, nên nó không cần tín hiệu phải liên tục và do đó không yêu cầu một radar chiếu xạ riêng. Sau khi tính toán, những cập nhật về vị trí sẽ được gửi lên tên lửa và điều khiển tên lửa nhờ data link.
TVM đã giải quyết bài toán độ chính xác cho tên lửa dẫn đường bằng lệnh điều khiển radio, nhưng không giải quyết được bài toán bắt buộc phải có đài radar riêng. Về lý thuyết, tên lửa có thể được bổ sung các thiết bị điện tử để cho phép nó tiếp tục bắt bám tín hiệu gián đoạn và do đó cho phép một đài radar duy nhất có thể điều khiển được nhiều tên lửa, nhưng các thiết bị điện tử những năm 1950 và 1960 đảm nhận được điều này rất đắt đỏ và cồng kềnh. Việc tập trung chúng tại bệ phóng khiến dễ xử lý vấn đề hơn, đặc biệt là sau khi transistor cấp độ quân sự ra đời vào cuối những năm 1950. Điều này dẫn đến Hải quân Mỹ phát triển tên lửa RIM-50 Typhon cùng với bạn đồng hành là radar AN/SPG-59, là một radar PESA có khả năng điều khiển một loạt phóng tên lửa cùng lúc. Các vấn đề trong quá trình phát triển đã dẫn đến việc chương trình bị hủy bỏ.
Một ưu điểm khác của dẫn đường track-via-missile là không cần radar theo dõi mục tiêu, không cần dấu hiệu nhận biết mục tiêu nào đang bị theo dõi. Điều này giúp đơn giản hóa nhiệm vụ của các bộ thu cảnh báo sớm radar vốn chỉ báo mục tiêu nguy hiểm từ đó đưa ra biện pháp đánh trả, nhưng trong trường hợp của TVM tín hiệu radar tím kiếm là tất cả những gì mà ta cần và nó không thay đổi khi tên lửa được phóng đi.

## Ưu điểm
- Không giống như tên lửa dẫn đường bằng radar chủ động, tên lửa sẽ không bị phát hiện bởi máy bay đối phương do bản thân tên lửa không phát ra bức xạ nhằm vào máy bay mục tiêu. Bản thân mục tiêu vẫn sẽ biết và đưa ra cảnh báo phi công về việc nó đang được radar phòng không từ bệ phóng dưới mặt đất chiếu xạ, nhưng nó sẽ không biết chắc chắn rằng đang có tên lửa tới hây không. Trên các radar mảng pha hiện đại, có chùm tia hẹp và búp sóng phụ thấp khiến cho máy bay đối phương càng khó phát hiện ra hơn.[1]
- Không giống như tên lửa dẫn đường bằng radar bán chủ động, các thiết bị điện tử cần thiết để tính toán và dẫn đường cho tên lửa không cần phải được tích hợp vào tên lửa giúp giảm độ phức tạp, trọng lượng và chi phí của chúng. Cũng có thể tăng độ chính xác cho tên lửa bằng cách bổ sung các thuật toán đánh chặn phức tạp hơn. Hơn nữa, kíp điều khiển có thể hiệu chỉnh lại đường bay của tên lửa trong suốt quá trình đánh chặn cả ở giai đoạn dẫn đường cuối cùng.
- Không giống như tên lửa dẫn đường bằng lệnh vô tuyến, do máy thu radar của tên lửa ở vị trí gần với mục tiêu hơn nhiều so với trạm trên mặt đất nên thông tin theo dõi mục tiêu chính xác hơn. Việc gây nhiễu và giả mạo tín hiệu cũng trở nên khó khăn hơn.

Trạm radar điều khiển dưới mặt đất cũng có thể sẽ tiếp nhận bức xạ radar phản xạ từ mục tiêu và kết hợp hai nguồn thông tin để tạo ra lộ trình đánh chặn. Điều này giúp tăng khả năng đối phó với đối kháng điện tử ECM.

## Nhược điểm
TVM cũng có một số nhược điểm. Ví dụ là liên kết dữ liệu có thể bị kẹt. Ngoài ra, TVM đòi hỏi đài radar trên mặt đất phải hoạt động liên tục dẫn đến chúng dễ trở thành mục tiêu của tên lửa chống radar. Một nhược điểm khác so với dẫn đường bằng radar chủ động là tên lửa TVM phải dựa vào radar mặt đất để điều khiển, vì vậy nếu mục tiêu tạo được chướng ngại giữa tên lửa và radar mặt đất (ví dụ như một ngọn đồi) hoặc mục tiêu bay vượt ra khỏi phạm vi theo dõi của radar thì tên lửa sẽ không thể phát hiện bức xạ từ mục tiêu do đó không thể tiếp tục đánh chặn mục tiêu.

## Ví dụ
Hầu hết các loại tên lửa phòng không tầm xa hiện nay đều sử dụng kỹ thuật track-via-missile như:
- Hệ thống phòng không HQ-9 tầm trung, tên lửa dẫn đường radar bán chủ động.
- Hệ thống phòng không MIM-104 Patriot